# Erne Seder
Erne Seder, także Erne Seder-Weimer (ur. 8 stycznia 1925 w Wiedniu, zm. 16 czerwca 2006 tamże) – austriacka aktorka i scenarzystka.
Pochodziła z rodziny aktorskiej. Od jedenastu roku życia pisała wiersze, później także opowiadania oraz skecze dla radia i kabaretu. Od 1942 występowała w teatrze w Kołobrzegu. Od 1945 mieszkała ponownie w Austrii. Po okresie gry m.in. w (Peters) Eulenspiegel w Linzu i Die Insel w Wiedniu dołączyła do zespołu Theater in der Josefstadt. Występowała także w Hamburgu, Frankfurcie nad Menem i Stuttgarcie. Jej najbardziej znaną rolą była gospodyni Pani Sokol w nadawanym w latach 1980-1991 serialu Die liebe Familie, do którego napisała też scenariusze pięciu odcinków. W latach 1967–1975 występowała w popularnym programie radiowym Der Watschenmann. Była także współscenarzystką nagrywanego w latach 1982-1986 polsko-austriackiego serialu animowanego Trzy misie, autorką wydanej w 1987 powieści Der Vollmond stand über Erdberg i zbioru opowiadań dla miłośników kotów Keine Katze wie du und ich z 2003.